# Eratoneura amethica
Eratoneura amethica är en insektsart som först beskrevs av Ross 1957.  Eratoneura amethica ingår i släktet Eratoneura och familjen dvärgstritar. Inga underarter finns listade i Catalogue of Life.